# Centar Milenijum
El Centar Milenijum (en serbio: Центар Миленијум) es un pabellón multiusos localizado en la ciudad de Vršac, Serbia. Es casa del club de baloncesto KK Vršac y del ŽKK Vršac y tiene una capacidad de 4.400 asientos. Sus instalaciones fueron inauguradas el 5 de abril de 2001 y también son usadas para albergar espectáculos y conciertos.

## Eventos

### Eventos deportivos
- El Grupo A del Campeonato Europeo de Baloncesto Masculino de 2005.
- Baloncesto en las Universiadas de 2009.
- El Grupo D del Campeonato Europeo de Balonmano Masculino de 2012.

### Conciertos
- Svetlana Ražnatović actuó durante su Poziv Tour, que promocionaba su álbum Poziv, el 5 de abril de 2014.